# André Hesse
André-Olry Hesse, dit André Hesse, né le 22 avril 1874 à Paris 3e, ville où il est mort le 18 décembre 1940 dans son appartement du 47 rue de Courcelles (8e arrondissement), est un avocat et un homme politique français.

## Biographie
Il est le fils d'Isidore Hesse et de Nina Esthel Hirsch.

### Jeunesse et études
André Hesse est diplômé de l’École libre des sciences politiques et docteur en droit.

### Parcours professionnel
Avocat à la Cour d'appel de Paris, il fut aussi secrétaire de la Conférence des avocats promotion 1897-1898.
Il fut député de la Charente-Maritime (1910-1919 ; 1924-1936), vice-président de l'Assemblée nationale (1933) et maire de La Rochelle (de septembre 1928 à février 1929).
Il fut également ministre des colonies du 17 avril au 29 octobre 1925 dans le gouvernement Painlevé, et très brièvement ministre des travaux publics du 19 au 23 juillet 1926 dans le gouvernement Herriot.
La mission qu'il confie, comme ministre des colonies, à André Gide, inspire à ce dernier son livre Voyage au Congo, première prise de conscience des méfaits de la colonisation.
André Hesse apparaît sous son nom dans Le Parfum de la dame en noir, roman de Gaston Leroux paru en 1908.
Son épouse, Sophie Germaine Gutmann, ardente dreyfusarde, les familles Hesse et Dreyfus étant apparentées, écrivaine, est la petite-fille de Jules Rouff, éditeur de Jean Jaurès et Victor Hugo, et inventeur des premiers livres de poche à prix modique à la fin du XIXe siècle.

## Sources
- « André Hesse », dans le Dictionnaire des parlementaires français (1889-1940), sous la direction de Jean Jolly, PUF, 1960 [détail de l’édition]